# Luisito Bagaygay Brillantes
Luisito Bagaygay Brillantes (* 3. Juli 1976 in Barotac Nuevo, Iloilo) ist ein philippinischer Fußballer.

## Vereinskarriere
Seit 2006 spielt Brillantes bei Army FC in seinem Heimatland Philippinen. 

## Nationalmannschaft
- Teilnahme an den Südostasienspielen 1999
- Teilnahme an der ASEAN-Fußballmeisterschaft 2002